# طومار طوب قابي

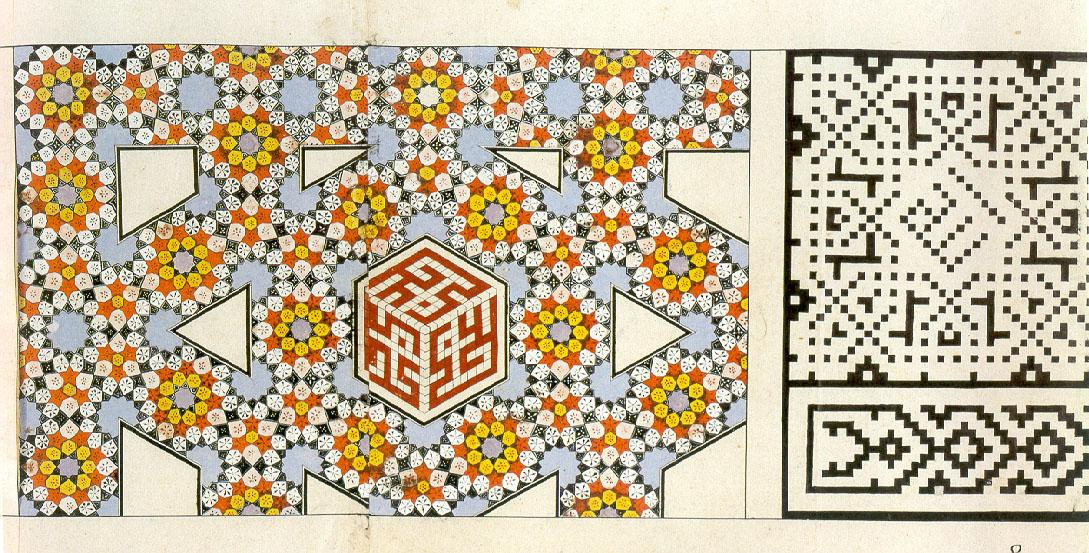
نمطان متجاوران في مخطوطة توبكابي. الشكل السداسي الأحمر على شكل مكعب في النمط الأيسر مغطى بالخط الكوفي المربع.

طومار طوب قابي أو مخطوطة طوب قابي هي مخطوطة منقوشة من عهد سلالة تيمور في مجموعة متحف قصر طوب قابي.
تُعد هذه المخطوطة مصدرًا قيمًا للمعلومات، حيث تتكون من 114 نمطًا ربما اُستخدمَت بشكل غير مباشر ومباشر من المهندسين المعماريين لإنشاء أنماط البلاط في العديد من المساجد حول العالم، بما في ذلك بلاط الجيرة شبه البلوري من درب الإمام.

## الخصائص الفيزيائية
طومار طوب قابي هي مخطوطة 33 سـم (13 بوصة) عرض التمرير 29.5 م (97 قدم) في الطول، والتي تُفرد من جانب إلى جانب. يُثبَّت أحد طرفي اللفافة على بكرة خشبية، ويُلصق الطرف الآخر على قطعة جلدية واقية.
تُطبق عدد من قطع الرق ذات الأنماط المختلفة على اللفافة. تشير الاختلافات في حدود بعض الرسومات إلى أن طومار طوب قابي تتكون من مخطوطتين مختلفتين مثبتتين معًا. إن حقيقة عدم تآكلها تشير إلى أنها لم تُصنع لاستخدامها وثيقةً مرجعيةً في ورشة حرفية، بل لتكون عملًا للعرض في القصر. ربما كانت سجلًا لأعمال البلاط التي نُفذَت في القصر.
صُنعَت هذه المخطوطة من شخص واحد فقط. رُسمَت معظم الأنماط على قطعتين من الرق ُجمعتا معًا، ثم أُلصقتا على اللفافة. يعتبر وضع الأنماط على اللفافة غير منظم إلى حد ما. تتفكك الأنماط ذات الموضوعات المتشابهة، وتُدمج بعض الأنماط المتكونة على قطعتين من الرق بشكل غير كامل.
يشير الطابع الموجود على اللفافة "H1956" إلى أنها مسجلة في مخزون إدارة الخزانة في قصر طوب قابي.
وقد نُشرَت طبعة من المخطوطة مع تعليق موسع، ولكنها الآن توقفت عن الطباعة.

## التاريخ
من المفترض أن مخطوطة طوب قابي أُعدَّت في إيران أثناء عهد الدولة الصفوية في نهاية القرن الخامس عشر أو بداية القرن السادس عشر. يشير التشابه بين بعض الأنماط الموجودة على مخطوطة طوب قابي ولوحة بلاط في المسجد الجامع الكبير في يزد إلى أن هذه المخطوطة أُنشئَت في تبريز . ومن ناحية أخرى، فمن الممكن أن تكون المخطوطة قد صُنعت في شيراز لأنها تتكون في معظمها من مقرنصات على شكل مروحة يدوية يطلق عليها جمشيد الكاشي اسم الشيرازي. وربما كانت من الأغراض التي نعبها العثمانيون بعد الحرب العثمانية الصفوية (1578-1590).
تعكس المقرنصات الموجودة على المخطوطة، والتي تكون في الغالب على شكل مروحة يدوية، الطراز المعماري لسلالة تيمور، الشعب التركماني في إيران وآسيا الوسطى. وعلى النقيض من ذلك، فإن المقرنصات في القاهرة تكون على شكل صدف.
اُكتُشفَت مخطوطة طوب قابي في عام 1986. نشرت جولرو نيسيبوغلو [الإنجليزية] من جامعة هارفارد كتابًا يصف فيه المخطوطة مع نسخ من أنماطها. ترجم مهرداد كيومي بيدهيند الكتاب إلى اللغة الفارسية بعنوان (Handasa va Tazyin dar Mi'mari-yi Islami: Tomar-i Topkapı) (طهران، الكتاب الوطني، إيران، 1379).

## المحتوى

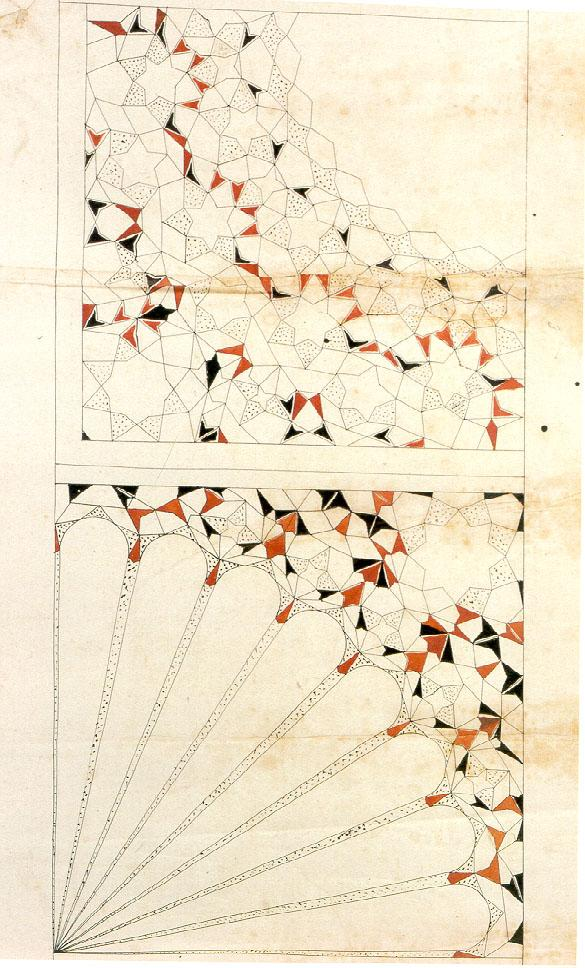
مقرنصات ربع قبة - على شكل صدفة بحرية (أعلى)، على شكل مروحة شعاعية يدوية (أسفل)

تتكون المخطوطة من 114 نمطًا هندسيًا مرسومًا بالحبر والصبغة. وتعرض الزخارف الموجودة على جدران وقباب المباني التي بنيت بين القرنين العاشر والسادس عشر في عهد الدولة التيمورية. وكان بمثابة دليل للتصاميم المعمارية التي تظهر في المقرنصات المعقدة والجيرة وألواح الفسيفساء والبلاط الملون. لا تذكر المخطوطة كيفية بناء هذه الأنماط، ولا يوجد لها تاريخ أو توقيع.
إن الأشكال ثنائية الأبعاد تجعل من غير الواضح كيف يمكن استخدامها في الأشياء الزخرفية ثلاثية الأبعاد.
ومن مميزات طومار طوب قابي أنها تحتوي على الخط العربي الكوفي المربع أو الهندسي. وقد ظهر هذا النوع من النصوص لأول مرة في الدولة الإلخانية، ومن المفترض أنه أُنشئ مستوحًى من الحروف الصينية في شكل مستطيل. أحد الأنماط الموجودة على مخطوطة طوب قابي، والتي تتوافق مع البنية المعمارية الموجودة، هو النص الكوفي المرسوم للبنايات، حيث تتناوب البلاط مع الطوب العادي لإنشاء أنماط هندسية على سطح الجدار. عُثر على نفس النمط تقريبًا على بوابة مسجد في ورزنه الإيراني.

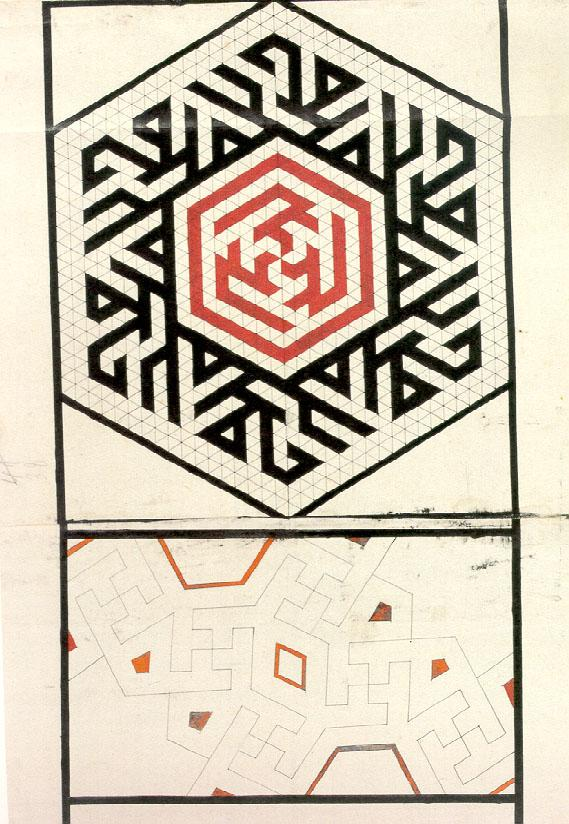
مسدس ذو خطوط كوفية مكتوب عليها محمد (محمد بن عبد الله) ست مرات يليه اسم علي (علي بن أبي طالب) ثلاث مرات في تناسق دوراني

وتظهر بعض الأنماط تطبيق المبادئ الهندسية على التقاليد الإسلامية. على سبيل المثال، تتكرر كلمة محمد (محمد بن عبد الله) ست مرات على طول جوانب السداسي، وكلمة علي (علي بن أبي طالب) ثلاث مرات بشكل دائري في السداسي الداخلي.
يتكون أحد الأنماط الموجودة على المخطوطة من أشكال نجمية هندسية ذات تسعة رؤوس وإحدى عشر رأسًا، ونمط آخر من أشكال نجمية هندسية ذات ثلاثة عشر رأسًا وستة عشر رأسًا. في الفن الإسلامي ، طُور هذا النوع من النجوم عن طريق طي أنماط معينة على طول جوانب المربع.
تتكون بعض الرسومات الموجودة على المخطوطة من أنماط متداخلة بمقاييس مختلفة. وتظهر هذه الميزة بشكل متكرر في العمارة الإسلامية. تظهر الأنماط التفصيلية داخل الزخرفة عندما يقترب الشخص من مبنى به أشكال يصعب إدراكها من مسافة بعيدة.

## روابط خارجية
- مخطوطة توبكابي: الهندسة والزخرفة في العمارة الإسلامية @ جيتي
- رسوم متحركة لتطور نمط الجيرة على مخطوطة توبكابي نسخة محفوظة 2013-09-28 على موقع واي باك مشين.
- بيتر جيه. لو وبول جيه. شتاينهارت، "البلاطات العشرية وشبه البلورية في العمارة الإسلامية في العصور الوسطى"، ساينس (2007، نسخة محفوظة 2012-01-11 على موقع واي باك مشين.
- جامعة أوتريخت، كلية العلوم، قسم الرياضيات - ندوة الرياضيات في الفنون الإسلامية 2010
- أمثلة على خط الكوفي المربع من مخطوطة توبكابي